# Tatort: Der Tod ist unser ganzes Leben
Der Tod ist unser ganzes Leben ist ein Fernsehfilm aus der Krimireihe Tatort. Der vom Bayerischen Rundfunk produzierte Beitrag wurde am 30. April 2017 im Ersten, im ORF 2 und im SRF 1 ausgestrahlt. In der 1021. Tatort-Folge ermitteln die Münchner Kommissare Batic und Leitmayr in ihrem 75. Fall. Der Tod ist unser ganzes Leben greift den Tatort: Die Wahrheit, in dem der Täter nicht gefunden wurde, wieder auf und wird als Fortsetzung dieser Folge verstanden.

## Handlung
In München geschieht ein Mord ohne erkennbares Motiv. Genau wie bei der früheren Tatortfolge Die Wahrheit von Batic und Leitmayr besteht keine Verbindung zwischen Täter und Opfer. Doch diesmal überlebt das Opfer, und es liegen einige Hinweise auf einen Täter vor. Der Verdächtige ist Klaus Barthold, ein Museumsmitarbeiter. Er wird gefasst, da eine Überwachungskamera die Tat aufgezeichnet hat.
Als Barthold ein halbes Jahr später zum Prozessbeginn in eine andere Justizvollzugsanstalt verlegt werden soll, kommt es beim Gefangenentransport, an dem Leitmayr und Batic kurzfristig entschieden haben teilzunehmen, zu einem Zwischenfall, und am Ende gibt es mehrere Tote. Ivo Batic liegt danach schwer verletzt im Krankenhaus. Leitmayr muss sich einem internen Untersuchungsausschuss unterziehen. Nach und nach wird er an den Tag des Gefangenentransports erinnert (und so erfährt auch der Fernsehzuschauer, was an dem Tag tatsächlich passiert ist).
Der Kleinbus, mit dem der Gefangenentransport durchgeführt wird, hat auf einer Landstraße eine Panne. Währenddessen äußert Barthold das Verlangen, auf die Toilette zu müssen. Leitmayr und die Justizbeamtin Merzer begleiten ihn und entfernen sich einige Meter vom Wagen. In diesem Moment erhält Batic einen Anruf, was dem zweiten Beamten (Steinmann) nicht unbemerkt bleibt. Steinmann verdächtigt Batic, für diese überraschende Transportbegleitung unlautere Motive zu haben, und fragt aggressiv nach dem Anrufer. Es kommt zu einer Rangelei zwischen den beiden. Justizbeamtin Merzer geht, sichtlich überfordert und planlos dazwischen und schießt, als der aus dem Handgemenge siegreich hervorgegangene Batic auf sie zugeht, um ihre in Anschlag gegen ihn gerichtete Pistole einzufordern. Dabei trifft die unsichere Schützin ihren Kollegen in den Rücken. Dann richtet sie die Waffe auf Batic, der daraufhin in den angrenzenden Wald flieht. Leitmayr hatte sich kurz zuvor einige hundert Meter außer Sichtweite vom Tatort entfernt, da er ein 100 Meter entfernt anhaltendes unbekanntes Auto überprüfen wollte, in dem sich jedoch nur kiffende Heranwachsende befanden. Er hört die Schüsse und läuft zurück zum Gefangenentransporter, doch die beiden Justizbeamten sind schon eingestiegen und haben Barthold ebenfalls dabei. Die drei flüchten im Transporter, während Leitmayr sich um Batic kümmert.
Batic führt seinen Kollegen zu einer alten Papierfabrik, wo die Kommissare unbemerkt in Sichtweite auf Merzer und Steinmann sowie auf Barthold treffen. Die beiden Männer sitzen am Boden vor einer Wand der Fabrik, der Beamte ist schwer verletzt. Batic und Leitmayr sprechen sich ab und vereinbaren, dass Leitmayr sich um die beiden Männer kümmern soll. Batic entfernt sich, um die Justizbeamtin zu suchen. Leitmayr versucht, den schwer verletzten Beamten am Leben zu halten, bis Verstärkung kommt, doch dieser stirbt. Leitmayr nimmt Barthold mit in das Innere der Halle, um ihn dort zu fesseln. Von dort aus beobachtet der Kommissar, wie die Beamtin zurückkehrt, ihren toten Kollegen vorfindet und hysterisch nach Barthold sucht. Währenddessen zieht Barthold unbemerkt einen längeren Drahtstift an sich und rammt diesen Leitmayr in den Oberschenkel. Bei der folgenden Rangelei stößt Barthold Leitmayr in eine Grube, wo dieser bewusstlos liegenbleibt. Er selber flieht und wird von Batic bemerkt, der ihn leise mit gezogener Waffe in die Fabrikhalle verfolgt. Barthold entwaffnet ihn jedoch mit dem Schlag einer schweren Eisenstange, als Batic um die Ecke des kleinen Seiteneingangs kommt, hinter dem er ihm auflauerte. Dadurch löst sich ein Schuss (durch den Leitmayr vermutlich aufgewacht ist). Geistesgegenwärtig kickt der am Boden liegende Batic seine Pistole mit dem Fuß weg.
Die drei Verbleibenden treffen nun zusammen und die Justizbeamtin droht, beide zu erschießen. Sie richtet ihre Waffe auf Batic und schießt ihn an, als plötzlich eine weibliche Stimme ertönt. Es ist Ayumi Schröder, die Frau des ersten Opfers. Da sie eine enge Bindung zu Kommissar Batic pflegt, erschießt sie die Beamtin, damit diese Batic nicht tötet. Schröder will endlich von Barthold erfahren, warum dieser ihren Mann grundlos auf offener Straße tötete. Barthold provoziert Ayumi Schröder so stark, dass diese ihren Rachegelüsten nachgibt und ihn erschießt. Batic will nicht, dass Ayumi Schröder ins Gefängnis kommt, da sie für ihren Sohn da sein soll. Deshalb verwischt er ihre Fingerabdrücke auf seiner Waffe, nimmt diese selbst in die Hand und bittet sie inständig, den Tatort sofort zu verlassen. Ayumi Schröder geht tatsächlich und Leitmayr findet Batic wenig später, umgeben von den Leichen der Beamtin und Bartholds.
Da die Ballistik nur die Fingerabdrücke Batics auf seiner Dienstwaffe findet und auch eindeutig belegt, dass mit dieser Waffe sowohl Merzer als auch Barthold erschossen wurden, ist Batic Hauptverdächtiger. Er gesteht die Tötung der beiden. Doch Kommissar Leitmayr und Kalli Hammermann kommen der Wahrheit auf die Spur und finden heraus, dass Ayumi Schröder, die sich in Deutschland befindet, auch am Tatort gewesen sein muss. Er schließt außerdem, dass sie es gewesen sein muss, mit der Batic am Wagen telefoniert hat und die ihm erst den Hinweis gab, wohin die Justizbeamten mit Barthold auf dem Weg waren.
In der Befragung Leitmayrs durch eine dreiköpfige Disziplinar-Kommission der internen Ermittlung wehrt sich Leitmayr standhaft gegen die Beschuldigung seines Freundes und Kollegen. Doch die Indizienlage,  dass allein Batics Fingerabdrücke auf der Tatwaffe festgestellt wurden, scheint erdrückend. Batic würde wahrscheinlich zu einer Haftstrafe verurteilt werden, seine Lebensleistung wäre zerstört, das versucht Leitmayr seinem Kollegen im Zwiegespräch begreiflich zu machen. Doch unerwartet stellt sich Ayumi Schröder und gesteht, dass sie die beiden Justizbeamten mit einer großen Geldsumme bestochen hat, damit sie mit Barthold zusammentreffen konnte. Batics Unschuld ist damit erwiesen, trotzdem ist das Vertrauensverhältnis zwischen den beiden langjährigen Kollegen Batic und Leitmayr erschüttert.
Am Schluss sitzen beide auf einer Parkbank und Leitmayr redet auf einen stummen Batic ein, da er dessen Handeln immer noch nicht versteht. Dieser antwortet auf eine seiner Fragen mit einem japanischen Sprichwort (deutsch: „Eine Lüge ist manchmal die bessere Wahrheit“), das er zuvor von Ayumi gehört hat (diese wurde von ihm wissentlich angelogen). Dieses versteht Leitmayr natürlich nicht und fragt nach, erhält von Batic jedoch nur ein lapidares „Nix!“ als Antwort, bevor dieser aufsteht und vermutlich zu seiner Befragung geht. Leitmayr schaut dem davonhumpelnden Batic stumm hinterher.

## Hintergrund
Der Film wurde vom 13. September 2016 bis zum 14. Oktober 2016 gedreht. Für die Schlüsselszenen diente die 2007 stillgelegte Papierfabrik in Dachau als Kulisse.

## Rezeption

### Kritiken
„Darf ein Vierteljahrhundert gemeinsamen Ermittelns so enden? Man kann Kommissare in Routine versanden lassen; im Tatort Ludwigshafen wird das regelmäßig vorgeführt. Die Münchner Regie macht es anders, ihr grauköpfiges Ermittlerpaar ist ihr Trumpf, denn die Zuschauer sind berührt davon, wenn etwas zerbricht zwischen zwei Menschen, die so lange alles gemeinsam gerockt haben.“

„Hochspannend und so kunstfertig in Splittern und Wiederholungen erzählt, dass man von der Handlung eigentlich gar nichts vorausschicken darf.“

Für den Film-Dienst ist der Film ein „bestechend perfekt inszenierter Krimi“. Manchmal schieße er zwar „mit schwer glaubhaften Wendungen übers Ziel hinaus“, fessele aber „durchweg als spannende Abkehr vom Krimi-Einerlei.“

### Einschaltquoten
Die Erstausstrahlung von Der Tod ist unser ganzes Leben am 30. April 2017 wurde in Deutschland von 7,27 Millionen Zuschauern gesehen und erreichte einen Marktanteil von 24,1 % für Das Erste. Bei einer Wiederholung am 24. März 2019 zur Hauptsendezeit konnte der Fernsehfilm in Deutschland nochmal 5,99 Millionen Zuschauer erreichen.

### Rezeption in der Literatur
In Michael Köhlmeiers Roman Frankie findet ein Dialog zwischen dem Hauptprotagonisten des Buches Frank und seiner Mutter statt, während diese im Fernsehen die Tatortfolge Der Tod ist unser ganzes Leben sehen, ohne das der Titel der Folge vom Autor genannt wird. Köhlmeier schildert darin die Szene rund um die Verfolgung der Täter im Fabriksgelände und die dabei erfolgten Verwundungen der beiden Kommissare.